# Godefroi de Leigni
Godefroi de Leigni est une personnalité du XIIe siècle, commis et assistant de Chrétien de Troyes (ou du moins fortement lié à ce dernier), probablement à la cour de Marie de France. Il serait né dans le village de Leigni (désormais Ligny, dans la province de Namur en Belgique). Il aurait terminé l'ouvrage Lancelot ou le Chevalier de la charrette après que Troyes eut abandonné ce dernier.

## Lancelot ou le Chevalier de la charrette
Chrétien de Troyes a abandonné Lancelot ou le Chevalier de la charrette pour des raisons inconnues. Troyes précise au début du livre que Marie de Champagne lui a demandé de composer le poème à partir d'un texte qu'elle lui a fourni. Godefroi de Leigni affirme à la fin de l'ouvrage qu'avec l'autorisation de Chrétien de Troyes, il a repris le travail de la ligne 6132, où Lancelot du Lac est fait prisonnier derrière un mur par Méléagant, jusqu'à sa fin quelques milliers de lignes plus loin.
Plusieurs hypothèses ont été soulevées sur les raisons qui ont mené Chrétien de Troyes à abandonner le projet. Certains affirment que les histoires d'adultère étaient interdites en ce lieu à cette époque. D'autres affirment qu'il n'était pas intéressé par ce sujet imposé, préférant consacrer son temps à travailler sur Yvain ou le Chevalier au lion, écrit à la même époque que Lancelot.

## Possibilité d'une personnalité fictive
La plupart des universitaires pensent que Godefroi de Leigni a bel et bien repris le travail de Chrétien de Troyes. Cependant, en 1989, David Hult affirme « la possibilité que Godefroi soit une fiction de Chrétien,. » Roberta Krueger pense également que Godefroi est un « commis fictif créée par l'auteur Chrétien,. »